# جاوورژ (صربستان)
جاوورژ (به صربی: Javorje) یک کوه در صربستان است که در Western Serbia واقع شده‌است. جاوورژ ۱٬۴۸۶ متر بالاتر از سطح دریا واقع شده‌است.